# Spartak Kostroma
Spartak Kostroma (ros. Футбольный клуб «Спартак» Кострома, Futbolnyj Kłub "Spartak" Kostroma) – rosyjski klub piłkarski z siedzibą w Kostromie.

## Historia
Chronologia nazw:
- 1959—1960: Spartak Kostroma (ros. «Спартак» Кострома)
- 1961—1963: Tiekstilszczik Kostroma (ros. «Текстильщик» Кострома)
- 1964—1966: Tiekmasz Kostroma (ros. «Текмаш» Кострома)
- 1967—1991: Spartak Kostroma (ros. «Спартак» Кострома)
- 1992: Zwolma-Spartak Kostroma (ros. «Звольма-Спартак» Кострома)
- 1993—...: Spartak Kostroma (ros. «Спартак» Кострома)

Piłkarska drużyna Spartak została założona w listopadzie 1959 w mieście Kostroma.
W 1960 zespół debiutował w Klasie B, grupie 1 Mistrzostw ZSRR, w której występował trzy sezony. Następnie spadł do Drugiej Ligi, w której występował do 1989, z wyjątkiem 1970, kiedy to zmagał się w niższej lidze oraz 1981 i 1982, kiedy uczestniczył w rozgrywkach Pierwszej Ligi.
W 1990 i 1991 występował w Drugiej Niższej Lidze.
W Mistrzostwach Rosji klub startował w Drugiej Lidze, w której występował dwa sezony, a od 1994 występował w Trzeciej Lidze.
Od 1998 klub ponownie występuje w Drugiej Dywizji, grupie Zachodniej.

## Sukcesy
- 12 miejsce w Pierwszej Lidze ZSRR: 1981
- 1/8 finału w Pucharze ZSRR: 1965
- 3 miejsce w Rosyjskiej Drugiej Dywizji, grupie Zachodniej: 2006
- 1/8 finału w Pucharze Rosji: 2006

## Znani piłkarze
- Gieorgij Jarcew
- Anzor Kawazaszwili
- Aleksandr Mirzojan